# الحبة الحمراء والحبة الزرقاء
يشير المصطلحان «الحبة الحمراء» و «الحبة الزرقاء» إلى الاختيار بين الرغبة في معرفة حقيقة مقلقة أو مغايرة للحياة من خلال تناول الحبة الحمراء أو البقاء في جهل مقنع بالحبة الزرقاء. تشير المصطلحات إلى ذا ماتريكس (فيلم) 1999م 

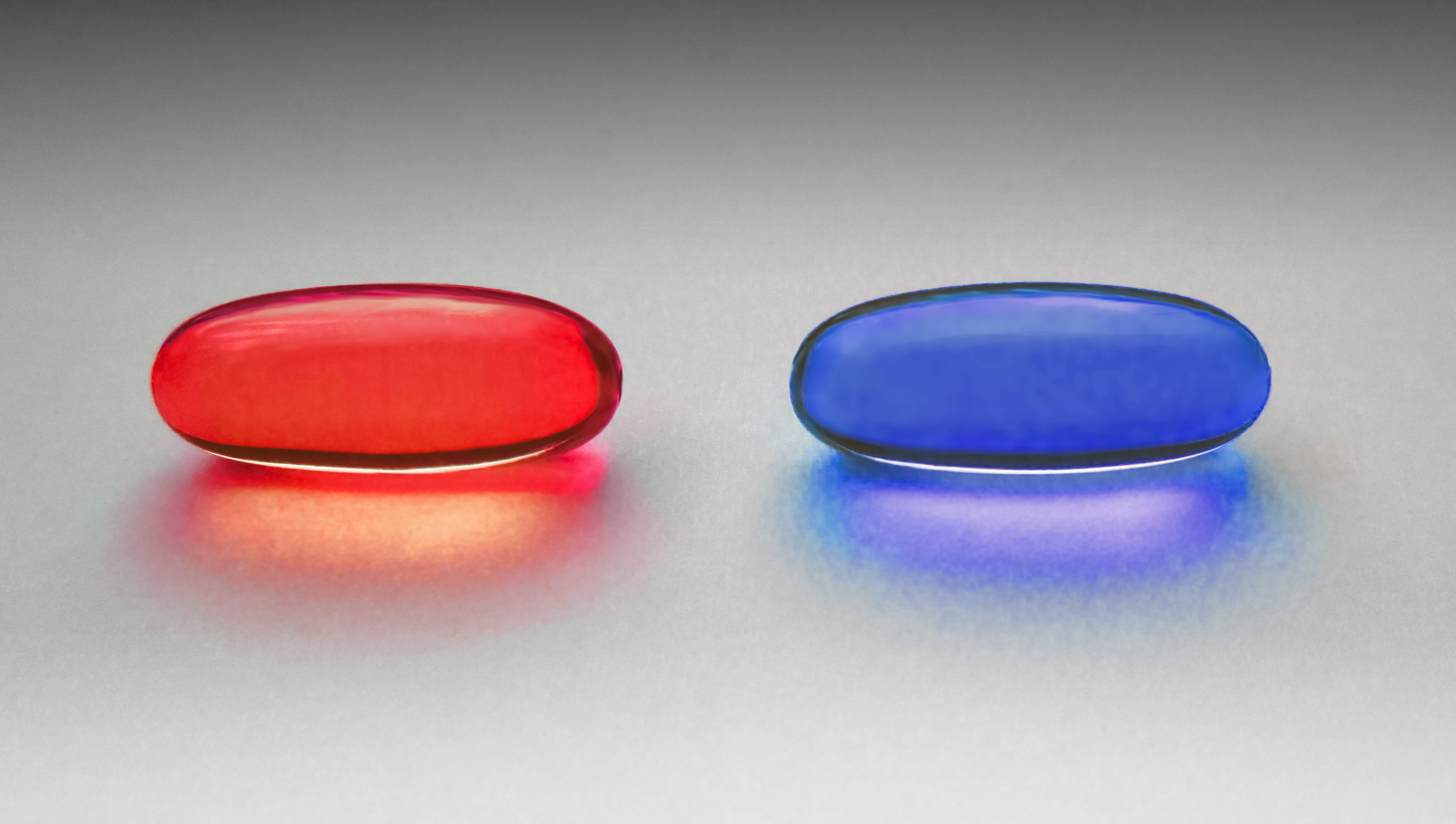
الحبة الحمراء والزرقاء مثل تلك الموضحة في ذا ماتريكس (فيلم) 1999

- كهف أفلاطون
- مبدأ الحقيقة